# Betek (Mojoagung)
Betek is een bestuurslaag in het regentschap Jombang van de provincie Oost-Java, Indonesië. Betek telt 4389 inwoners (volkstelling 2010).